# Iñás
Iñás o San Xurxo de Iñás (llamada oficialmente San Xorxe de Iñás) es una parroquia española del municipio de Oleiros, en la provincia de La Coruña, Galicia.

## Entidades de población
Entidades de población que forman parte de la parroquia:
- A Xesta
- Campo da Vila (O Campo da Vila)
- Campo do Souto (O Campo do Souto)
- Fontes
- Morzán
- O Campamento
- O Caño
- O Faro
- O Monte do Río
- O Piñeiro
- Raposeira (A Raposeira), formado por la unión de las aldeas de:
  - Raposeira (A Raposeira)
  - Os Vilares

## Demografía
| Gráfica de evolución demográfica de Iñás entre 2000 y 2018 |
|                                                            |
| Datos según el nomenclátor publicado por el INE.           |